# Збуйно (Куявсько-Поморське воєводство)
Збуйно (пол. Zbójno) — село в Польщі, у гміні Збуйно Ґолюбсько-Добжинського повіту Куявсько-Поморського воєводства.
Населення — 866 осіб (2011).
У 1975-1998 роках село належало до Влоцлавського воєводства.

## Демографія
Демографічна структура станом на 31 березня 2011 року:
|          | Загалом | Допрацездатний вік | Працездатний вік | Постпрацездатний вік |
| -------- | ------- | ------------------ | ---------------- | -------------------- |
| Чоловіки | 412     | 95                 | 279              | 38                   |
| Жінки    | 454     | 106                | 269              | 79                   |
| Разом    | 866     | 201                | 548              | 117                  |